# Франтішек Коленатий
Франтішек Коленатий (чеськ. František Kolenatý, 29 січня 1900, Прага — 24 лютого 1956) — чехословацький футболіст, що грав на позиції півзахисника.
Виступав, зокрема, за клуб «Спарта» (Прага), а також національну збірну Чехословаччини.
Володар Кубка Мітропи. 

## Клубна кар'єра
У дорослому футболі дебютував 1916 року виступами за команду клубу «Спарта» (Прага), в якій провів одинадцять сезонів. За цей час сім разів виборював титул чемпіона Чехословаччини, ставав володарем Кубка Мітропи.
Завершив професійну ігрову кар'єру у клубі «Богеміанс 1905», за команду якого виступав протягом 1931—1934 років.
Помер 24 лютого 1956 року на 57-му році життя.

## Виступи за збірну
1920 року дебютував в офіційних матчах у складі національної збірної Чехословаччини. Протягом кар'єри у національній команді, яка тривала 12 років, провів у формі головної команди країни 28 матчів, забивши 1 гол.
У складі збірної був учасником  футбольного турніру на Олімпійських іграх 1920 року в Антверпені,  футбольного турніру на Олімпійських іграх 1924 року у Парижі.
Також грав у складі збірної Праги. Одним з найвідоміших його матчів за збірну міста був поєдинок проти збірної Парижа в 1922 році. Празька команда, за яку виступали 8 гравців «Спарти» і 3 представники «Уніона», здобула перемогу в столиці Франції з рахунком 2:0.

## Титули і досягнення
- Чемпіон Чехословаччини (4):

«Спарта» (Прага): 1919, 1922, 1925–1926, 1927
- Чемпіон Середньочеської ліги (5):

«Спарта» (Прага): 1919, 1920, 1921, 1922, 1923,
- Володар Кубка Мітропи (1):

«Спарта» (Прага): 1927
- Володар Середньочеського кубка (5):

«Спарта» (Прага): 1919, 1920, 1923, 1924, 1925